# Pseudocrossocheilus liuchengensis
Pseudocrossocheilus liuchengensis är en fiskart som först beskrevs av Liang, Liu och Wu, 1987.  Pseudocrossocheilus liuchengensis ingår i släktet Pseudocrossocheilus och familjen karpfiskar. Inga underarter finns listade i Catalogue of Life.